# Aliaksandr Bahdanovich
Aliaksandr Bahdanovich (n. 29 aprilie 1982, Jalizava⁠(d), RSS Bielorusă, URSS) este un caiacist ce a reprezentat Belarus, medaliat olimpic. A participat la 3 ediții ale Jocurilor Olimpice (2004, 2008, 2012) în care a câștigat o medalie de aur și o medalie de argint.